# Tears (песня Rush)

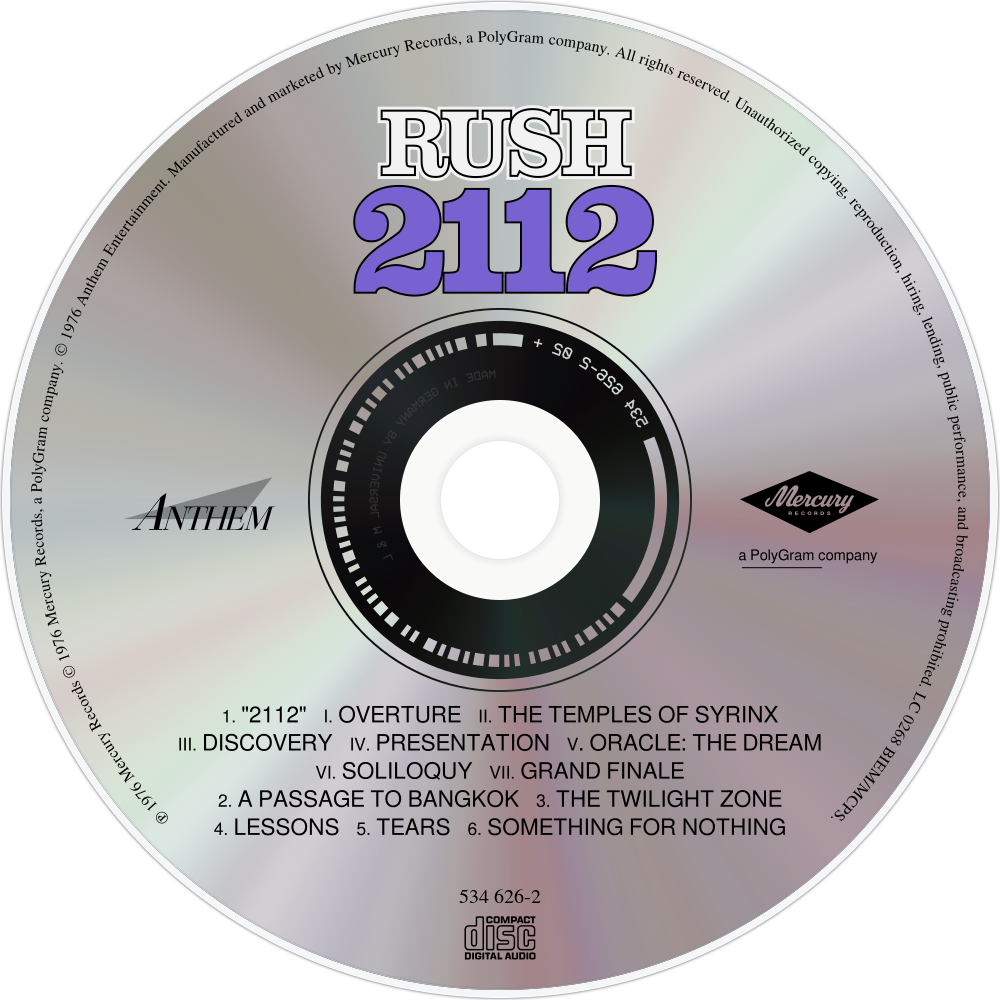
Альбом Rush - 2112 (1976)

«Tears» (с англ. — «Слёзы») — песня канадской рок-группы Rush с альбома 2112, вышедшего в 1976 году.

## О песне
Песня вошла в классический альбом Rush 2112, считающийся одним из величайших концептуальных альбомов прогрессивного рока. Действие пластинки происходило в далёком будущем, в 2112 году.
В 2016 году, в честь сорокалетия альбома, лидер группы Гедди Ли описал каждую из композиций пластинки. Говоря о «Tears», он подчеркнул, что в этой песне впервые группа использовала меллотрон. На этом инструменте сыграл Хью Сайм, автор иллюстраций к обложкам альбомов Rush.
«Tears» — это романтическая баллада, которая придала альбому ещё больше разнообразия и глубины. Меллотроны звучат очень по-особенному: одновременно и немного «электрически», но также и по-струнному; у них такой настоящий «смоляной» звук, очень крутой и уникальный для того времени.Гедди Ли, MusicRadar
Текст песни был написан Гедди Ли. Согласно воспоминаниям гитариста Алекса Лайфсона, «мы просто подумали, что будет круто, если Гед и я напишем тексты хотя бы к одной песне [на альбоме 2112]. Это было основной причиной». Сам Лайфсон написал текст к песне «Lessons». «„Tears“ это такая типичная вещь в стили Гедди, которые он любит придумывать и делает это до сих пор. Ему нравятся такие баллады, такие эмоциональные и милые», — объяснял Лайфсон в интервью в 2016 году.

## Кавер-версии
В 2016 году вышло юбилейное переиздание альбома 2112, приуроченное к его сорокалетию. В этот релиз вошла кавер-версия песни «Tears», исполненная рок-группой Alice in Chains. В журнале Rolling Stone версию Alice in Chains назвали «грандиозным кавером» с «тонким металлическим флёром», выделив более жёсткий подход солиста Уильяма Дюваля к основной мелодии, а также гармоничные гитарные партии Джерри Кантрелла. Alice in Chains выпустили «Tears» в качестве сингла, который стал первой студийной записью группы за три года, прошедших с момента выхода альбома The Devil Put Dinosaurs Here (2013).